# Kassapa III
Khattiya Kassapa III (Kasubu) fou rei d'Anuradhapura (Sri Lanka) del 732 al 738. Fou germà i successor d'Aggabodhi V.
Es diu que fou el monarca ideal. Va construir tres pirivenes (escoles) una de les quals fou la de Helagam; també tres vihares i una casa de devoció. El Mahavansa diu que portava el pes del regne i del govern com en temps antics. Estimava al poble com un pare i va guanyar el seu suport per la seva liberalitat, la seva cortesia i el seu govern benefic. Va concedir càrrecs als que s'ho mereixien i quan es va sentir lliure de totes les preocupacions de l'Estat, va tenir la seva part en els plaers de la vida.
Va morir en el onzè any del seu regnat i fou succeït pel seu germà petit Mahinda I.